# Amber Anderson

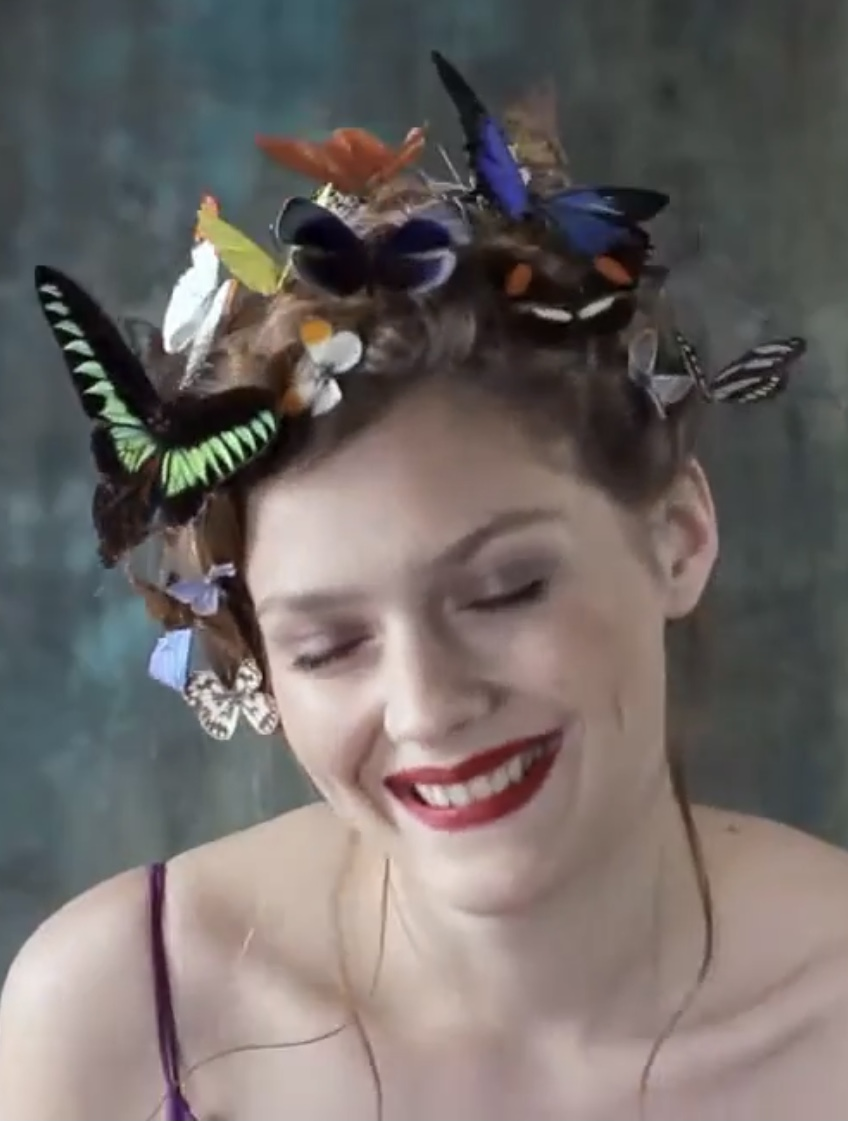
Amber Anderson, 2018

Amber Felicity Rose Anderson (* 5. März 1992 in Shepton Mallet, Glastonbury) ist ein britisches Model und Filmschauspielerin.

## Leben
Amber Anderson verbrachte ihre frühe Kindheit in Somerset, in Wiltshire und dann in Schottland, wo ihre Eltern nach ihrer Scheidung häufig den Wohnort wechselten. Sie besuchte die Grundschule in Logie (Fife) und ab dem Alter von zehn Jahren eine Steiner-Schule.
Ab 11 Jahren wurde sie an der Aberdeen Music School in Aberdeen im Klavier- und Geigenspiel ausgebildet, und sie spielte im National Children’s Orchestra of Scotland. Mit 16 Jahren gewann sie das Performing arts scholarship (Stipendium) für Gordonstoun. Während eines Ferienaufenthalts in London nahm sie an einem Casting für einen Film teil. Sie erhielt die Rolle zwar nicht, aber Angebote als Model zu arbeiten. Mit 17 Jahren verließ sie die Schule und ging nach London. Sie erhielt ihre erste kleine Nebenrolle in David Gordon Greens Film Your Highness (2011) an der Seite von James Franco und Natalie Portman.
In der Folge arbeitete sie vor allem als Model u. a. für Burberry, Chanel, Clarins, Dior, Hermès, Kenzo oder Agent Provocateur.
Amber Anderson war Cover Girl für Vogue, Harper’s Bazaar, Stella Magazine (The Telegraph), Grazia oder das französische Modemagazin L'Officiel.
Ab 2017 spielte sie gelegentlich Nebenrollen in englischen TV-Serien. 2019 hatte sie eine Rolle in dem kanadischen Film White Lie und wurde dafür mit dem Vancouver Film Critics Circle-Award 2019 als beste Nebendarstellerin in einem kanadischen Film ausgezeichnet. Im selben Jahr spielte sie die Rolle der Jane Fairfax in Autumn de Wildes Verfilmung des Romans Emma von Jane Austen, wobei sie im Film wirklich die Sonate in F KV 342 (Allegro Assai) von Wolfgang Amadeus Mozart, als auch die Sonate Nr. 23, Appassionata, 2. Satz, von Ludwig van Beethoven am Pianoforte spielte.
Amber Anderson gehört zu den Frauen, die Harvey Weinstein öffentlich der sexuellen Nötigung beschuldigt haben.

## Filmografie
- 2011: Your Highness
- 2011: Lotus Eaters
- 2013: We are the Freaks
- 2014: Once Upon a Time in London, Kurzfilm
- 2014: Chalk, Kurzfilm
- 2014: The Riot Club
- 2016: Atalanta, Kurzfilm
- 2016: Mr Burberry, Kurzfilm
- 2016: Kommissar Maigret: Ein toter Mann (Maigret's Dead Man, Fernsehserie)
- 2018: 9862, Kurzfilm
- 2018: All the World’s a stage, Kurzfilm
- 2018: In Darkness
- 2019: White Lie
- 2019: Skin Walker
- 2020: Emma
- 2022: Peaky Blinders – Gangs of Birmingham (Peaky Blinders, Fernsehserie)